# Uraniidae
Uraniidae là một họ bướm đêm được chia thành 4 phân họ và có 9 chi, với khoảng 700 loài. Các loài trong họ này phân bố ở khắp vùng nhiệt đới của châu Mỹ, châu Phi và Ấn-Úc. Một số loài nhiệt đới giống bướm ngày có màu sáng và cũng được gọi là bướm đêm "hoàng hôn" (như loài Chrysiridia rhipheus). Các loài bướm đêm này thể hiện có màu sáng và có độc để cảnh báo những loài săn mồi.
Họ này gồm cả hai loài bướm bay vào ban ngày và ban đêm. Các loài bay vào ban ngày thường có màu sáng ấn tượng hơn các loài ban đêm. Một số loài ban ngày cũng có màu ngũ sắc và nhiều đuôi, do đó làm người ta nhầm lẫn với bướm ngày.

## Hình ảnh

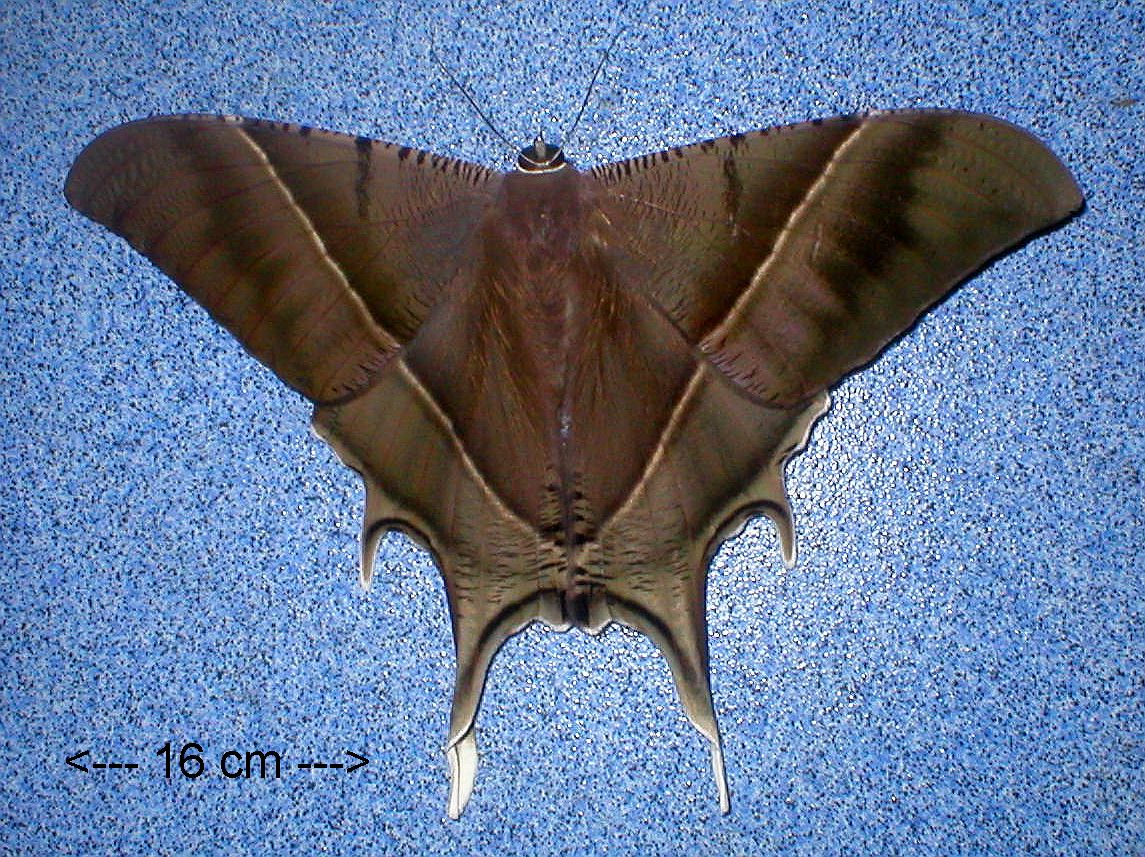
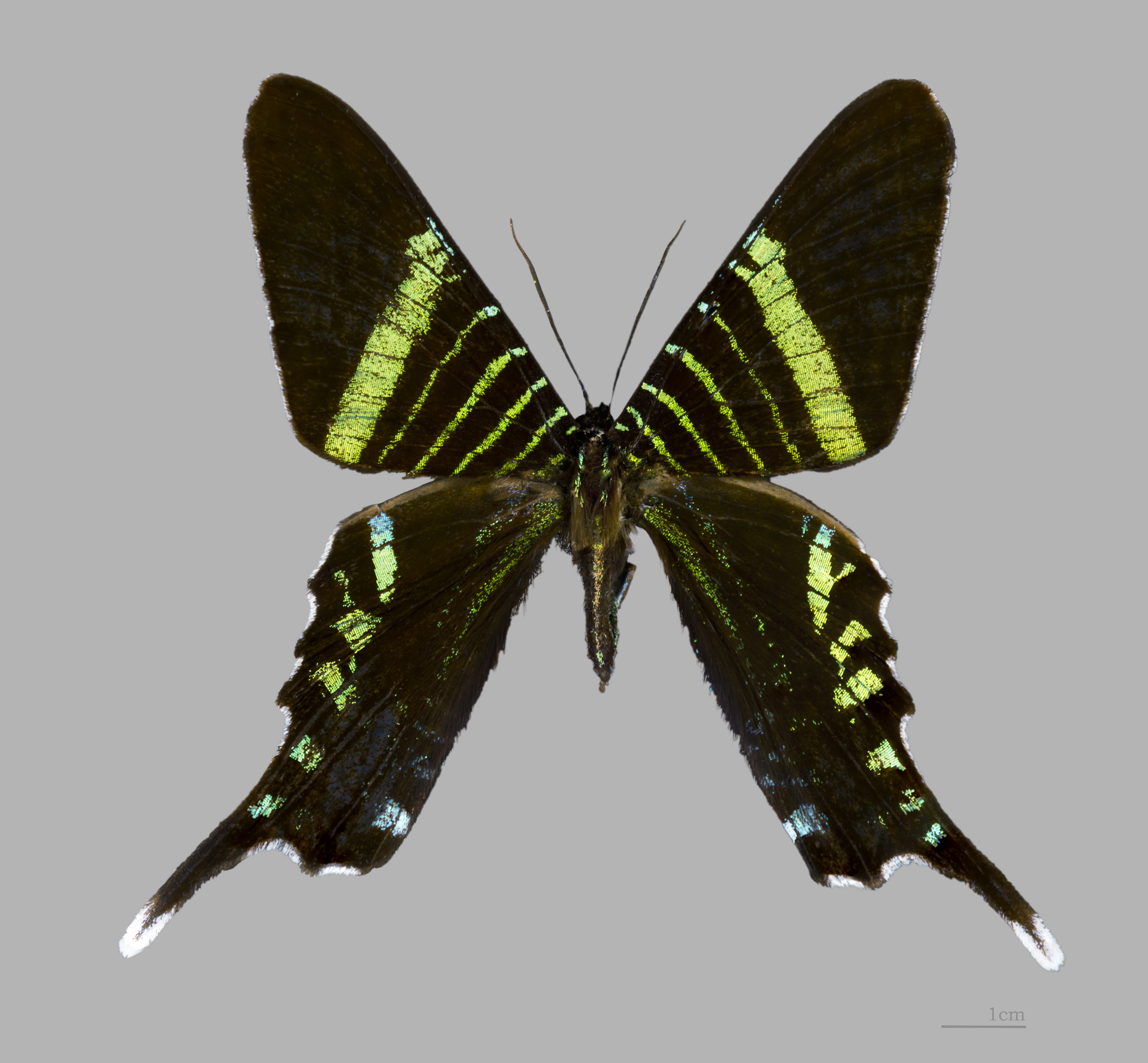
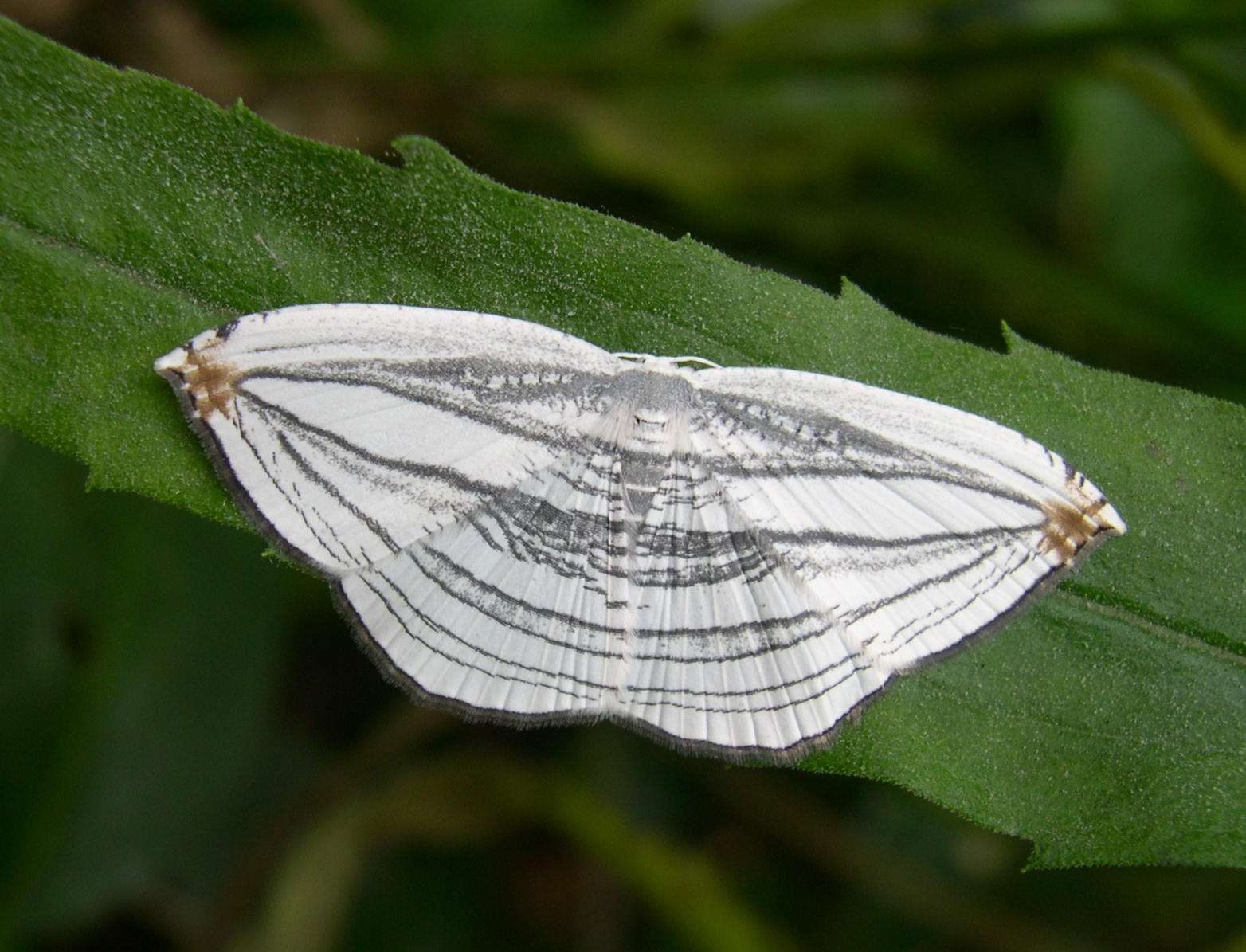